# Al Khalifa

Stemma degli Al Khalifa, sovrani del Bahrain

La dinastia Al Khalifa (in arabo آل خليفة‎?) è la famiglia reale del Bahrain. Gli Al Khalifa professano l'islam sunnita e appartengono alla tribù Anizah che migrò da Najd in Kuwait nel XVIII secolo. Sono anche dalla tribù Utub. L'attuale capo della famiglia è Hamad ibn Isa Al Khalifa, emiro del Bahrain dal 1999, che si autoproclamò re del Bahrain nel 2002.
Dal 2010, circa la metà dei ministri del Bahrain sono stati selezionati fra i membri della famiglia reale. Il primo ministro Salmān bin Ḥamad Āl Khalīfa (in carica dal 2020) è il figlio dell'attuale re, succeduto a Khalifah ibn Sulman al-Khalifa (in carica dal 1971), lo zio dell'attuale re.

## Trascrizione
Al Khalifa è di solito trascritto come al-Khalifa. La Al (آل) in questo caso significa casa nel senso di dinastia e non è un articolo determinativo.

## Sovrani del Bahrain della dinastia Al Khalifa

### Hakim del Bahrain (1783-1971)
- Ahmed bin Muhammad ibn Khalifa (1783–1796)
- Abdullah bin Ahmad Al Khalifa (1796–1843), sul trono assieme a:
  - Salman bin Ahmad Al Khalifa (1796-1825)
  - Khalifah bin Salman Al Khalifa (1825-1834)
- Muhammad bin Khalifah Al Khalifa (1834–1842; 1849–1868; 1869-1869)
- Ali bin Khalifah Al Khalifa (1868–1869)
- Muhammad bin Abdullah Al Khalifa (1869-1869)
- Isa bin Ali Al Khalifa (1869–1932)
- Hamad ibn Isa Al Khalifa (1932–1942)
- Salman ibn Hamad Al Khalifa (1942–1961)
- Isa bin Salman Al Khalifa (1961–1971) (dal 1971, Emiro del Bahrain)

### Emiro del Bahrain (1971-2002)
- Isa ibn Sulman Al Khalifa (1971–1999)
- Hamad bin Isa Al Khalifa (1999–2002) (dal 2002, re del Bahrain)

### Re del Bahrain (2002- )
- Hamad bin Isa Al Khalifa (2002- ).

## Altri membri rilevanti
- Salman bin Hamad ibn Isa Al Khalifa erede al trono e comandante dell'esercito del Bahrain.
- Khalifa bin Salman Al Khalifa, Primo Ministro del Bahrain (16 December 1971 - ), figlio di Salman ibn Hamad Al Khalifa (Emiro, 1941–1961) e fratello di Isa ibn Salman Al Khalifa (Hakim, 1961–1971; Emir, 1971–1999). L'attuale re è suo nipote.
- Mohammad bin Salman Al Khalifa, fratello di Isa ibn Salman Al Khalifa (Hakim, 1961–1971; Emir, 1971–1999) e del primo ministro Khalifa ibn Salman Al Khalifa.
- Mai Al Khalifa, ministro della cultura.
- Meriam Al Khalifa, parente di re Hamad ibn Isa Al Khalifa; ha sposato Jason Johnson, membro dei marines degli Stati Uniti e mormona, contro il volere della famiglia, trasferendosi negli USA. Hanno divorziato un giorno dopo il loro quinto anniversario, il 17 novembre 2004.